# Lucien Paye
Lucien Paye (* 28. Juni 1907 in Vernoil-le-Fourrier, Département Maine-et-Loire; † 25. April 1972 in Paris) war ein französischer Verwaltungsbeamter, Politiker und Diplomat, der zwischen 1961 und 1962 Minister für nationale Bildung, von 1962 bis 1964 Botschafter in Senegal sowie zwischen 1964 und 1969 erster Botschafter Frankreichs in der Volksrepublik China war. Zuletzt fungierte er von 1970 bis zu seinem Tod 1972 als Präsident des Rechnungshofes (Cour des Comptes).

## Leben

### Studium und Beamter der Bildungsverwaltung
Paye absolvierte nach dem Schulbesuch ein Studium an der in der Rue d’Ulm im Quartier Latin gelegenen École normale supérieure (ENS), das er 1927 mit der Agrégation de lettres abschloss. Im Anschluss war er in der Schulverwaltung tätig und engagierte sich zunächst für die Sekundar- und Hochschulbildung für Menschen aus dem französischen Teil des Maghreb wie Marokko.
Am 16. Oktober 1948 wurde Paye Nachfolger von Georges Gaston als Generaldirektor für Unterricht (Directeur de l’Instruction publique) beim Generalresidenten des Protektorats in Tunesien. Er war damit der letzte Leiter der französischen Bildungsverwaltung vor der Unabhängigkeit Tunesiens am 20. März 1956. Zuvor hatte bereits Jallouli Farès am 17. September 1955 das Amt des Bildungsministers in der Regierung von Premierminister Tahar ben Ammar übernommen. Im Anschluss war Paye politischer Direktor des Ministerresidenten in Algerien, Robert Lacoste, und nahm für diesen aufgrund seiner Kenntnisse an verschiedenen Gesprächen entsprechend der französischen Doktrin zur Aufstandsbekämpfung des Algerienkrieges teil.
1957 erfolgte seine Promotion an der Universität von Paris mit einer Dissertation zum Thema Enseignement et société musulmane: introduction et évolution de l’enseignement moderne au Maroc. Am 24. Februar 1957 wurde er Gründungsrektor der aus der Medizinischen Schule von Französisch-Westafrika (École de médecine de l’AOF) hervorgegangenen Universität Dakar und übte dieses Amt bis zu seiner Ablösung durch Claude Franck 1960 aus.

### Bildungsminister und Botschafter
Am 20. Februar 1961 wurde Paye als Nachfolger von Pierre Guillaumat von Premierminister Michel Debré zum Minister für nationale Bildung in dessen Regierung berufen und bekleidete dieses Amt bis zum Ende von Debrés Amtszeit am 14. April 1962. Während seiner Amtszeit als Bildungsminister gründete er 1961 den Concours national de la résistance et de la déportation (CNRD), ein Wettbewerb unter jungen Leuten, um die Erinnerung an die Verdienste der Widerstandsbewegung Résistance während der Zeit der deutschen Besatzung Frankreichs im Zweiten Weltkrieg lebendig zu halten. Am 2. Dezember 1961 legte er den Grundstein zur Erweiterung der Universität Grenoble auf einem 186 Hektar großen Areal zwischen Saint-Martin-d’Hères und Gières. Des Weiteren setzte er sich auch als Bildungsminister für die Arbeit der Universität Dakar ein.
Nach seinem Ausscheiden aus der Regierung wurde er durch Dekret vom 19. September 1962 zum Nachfolger von Claude Hettier de Boislambert als Botschafter in Senegal ernannt. Sein Nachfolger wurde im Juni 1964 Jean Vyau de Lagarde.
Im April 1964 wurde Paye erster Botschafter in der Volksrepublik China und bekleidete diese Funktion bis 1969 und wurde dann von Étienne Manac’h abgelöst. Während dieser Zeit engagierte er sich nachhaltig auf dem Gebiet der französisch-chinesischen Kulturbeziehungen. Andererseits fiel in seine Amtszeit der Beginn der Kulturrevolution 1966.

### Präsident des Rechnungshofes

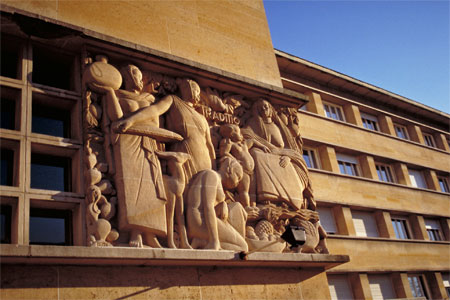
Paye zu Ehren wurde nach seinem Tod das 1951 gebaute Studentenwohnheim Résidence Lucien Paye der Cité Internationale Universitaire de Paris benannt

Er war ferner von 1968 bis 1970 Präsident zur Reform der Statuten der öffentlich-rechtlichen Rundfunkanstalt ORTF (Office de Radiodiffusion Télévision Française). Zuletzt wurde Paye durch Dekret vom 19. Januar 1970 Nachfolger von André d’Estresse de Lanzac als Erster Präsident des Rechnungshofes (Cour des Comptes) und bekleidete diese Funktion bis zu seinem Tod 1972. Sein Nachfolger wurde daraufhin Désiré Arnaud. Als Präsident des Rechnungshofes förderte er Philippe Séguin, der später zwischen 1986 und 1988 Minister für Soziales und Beschäftigung sowie von 2004 bis zu seinem Tod 2011 selbst Präsident des Rechnungshofes war.
Für sein langjähriges Engagement in der Hochschulbildung sowie zugunsten ausländischer Studenten wurde ihm zu Ehren nach seinem Tod 1973 das 1951 nach Plänen des Architekten Albert Laprade gebaute Studentenwohnheim Résidence Lucien Paye der Cité Internationale Universitaire de Paris benannt. Die Fassade dieses Gebäudes wurde von der Bildhauerin Anna Quinquaud gestaltet. Darüber hinaus wurde die École Lucien Paye in Saint-Nolff sowie das Parise Théâtre Lucien Paye nach ihm benannt.
Sein Sohn ist der Diplomat Jean-Claude Paye, der unter anderem zwischen 1984 und 1994 Generalsekretär der Organisation für wirtschaftliche Zusammenarbeit und Entwicklung (OECD) war.

## Veröffentlichungen
- L’Éducation de la jeunesse marocaine: réflexions et principes d’action, 1940.
- Tunisie. Centre de recherches et d’études pédagogiques. L’Arabe dialectal enseigné aux jeunes élèves des écoles françaises, 1950.
- Documents sur les résultats de l’enseignement en langue française dans les établissements scolaires de Tunisie, 1957.
- Enseignement et société musulmane: introduction et évolution de l’enseignement moderne au Maroc, Dissertation, Universität von Paris, 1957, Neuauflage 1992.
- Deux expériences de formation des cadres et de perfectionnement des travailleurs et employés africains, 1959.
- Mission de l’enseignement supérieur en Afrique, 1960.
- Texte de l’allocution aux obsèques du doyen J. Peres, 1962.